# Adriaan Duycker
Adriaan Duycker (* 13. Oktober 1946 in Bewerwijk) ist ein ehemaliger niederländischer Radrennfahrer.

## Sportliche Laufbahn
Duycker (auch Ad Duycker) begann 1960 mit dem Radsport. 1970 gelang ihm der Sprung in die Nationalmannschaft seines Landes. Sein erster Start für das niederländische Team war die Teilnahme am britischen Milk-Race, das er auf dem 33. Rang beendete. Er gewann das 100-Kilometer-Mannschaftszeitfahren von Verviers mit dem niederländischen Vierer. Daraufhin wurde er für die UCI-Straßen-Weltmeisterschaften nominiert und gewann mit seinen Teamkollegen Fedor den Hertog, Popke Oosterhof und  Tino Tabak die Bronzemedaille im Mannschaftszeitfahren. Ebenfalls 1970 gewann er die Belgien-Rundfahrt für Amateure.
1971 holte er mit Fedor Den Hertog, Frits Schür und Adri van den Hoek die Silbermedaille hinter dem Team aus Belgien. Beim Sieg von Marcel Sannen wurde er Dritter der Belgien-Rundfahrt für Amateure.